# Aplonis santovestris
El estornino de Espíritu Santo (Aplonis santovestris), también conocido como estornino de Vanuatu, es una especie de ave paseriforme de la familia Sturnidae endémica de la isla Espíritu Santo, en Vanuatu. Su hábitat está limitado a los bosques nublados en la isla. La especie se observó muy pocas veces en el siglo XX y llegó a considerarse extinto, aunque una expedición de 1991 logró encontrar una población en lo alto de las montañas.

## Descripción
El estornino de Espíritu Santo mide entre 17 y 18 cm de largo. Tiene la cola corta y de terminación cuadrada. El plumaje de los adultos es pardo, más oscuro en la frente y el píleo y de tonos castaño rojizos en las partes inferiores. El iris de sus ojos es de color verde grisáceo. Su pico es negruzco y ligeramente curvado hacia abajo y con la punta más clara, y sus patas son parduzcas.